# Johann Georg Graevius

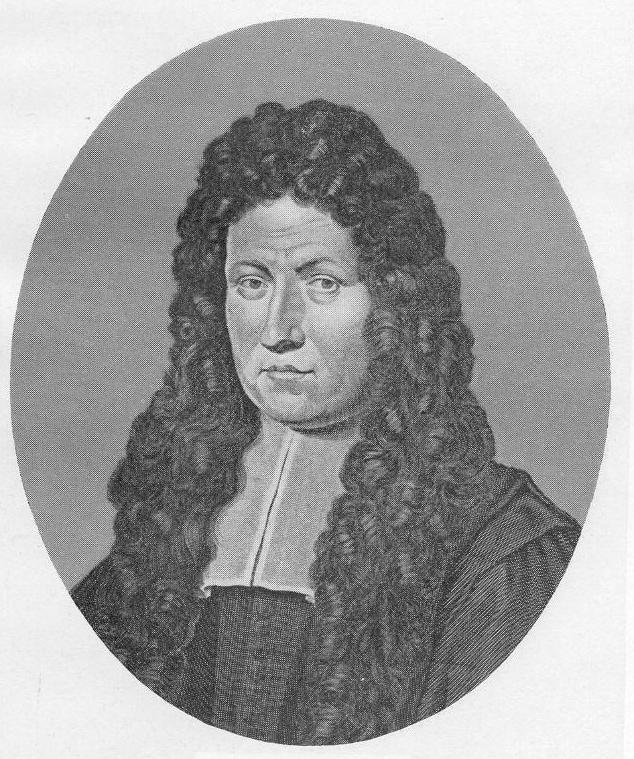
Johann Georg Graevius

Johann Georg Graevius (latinisering av Grava eller Greffe), född 29 januari 1632 i Naumburg an der Saale, död 11 januari 1703 i Utrecht, var en tysk filolog.

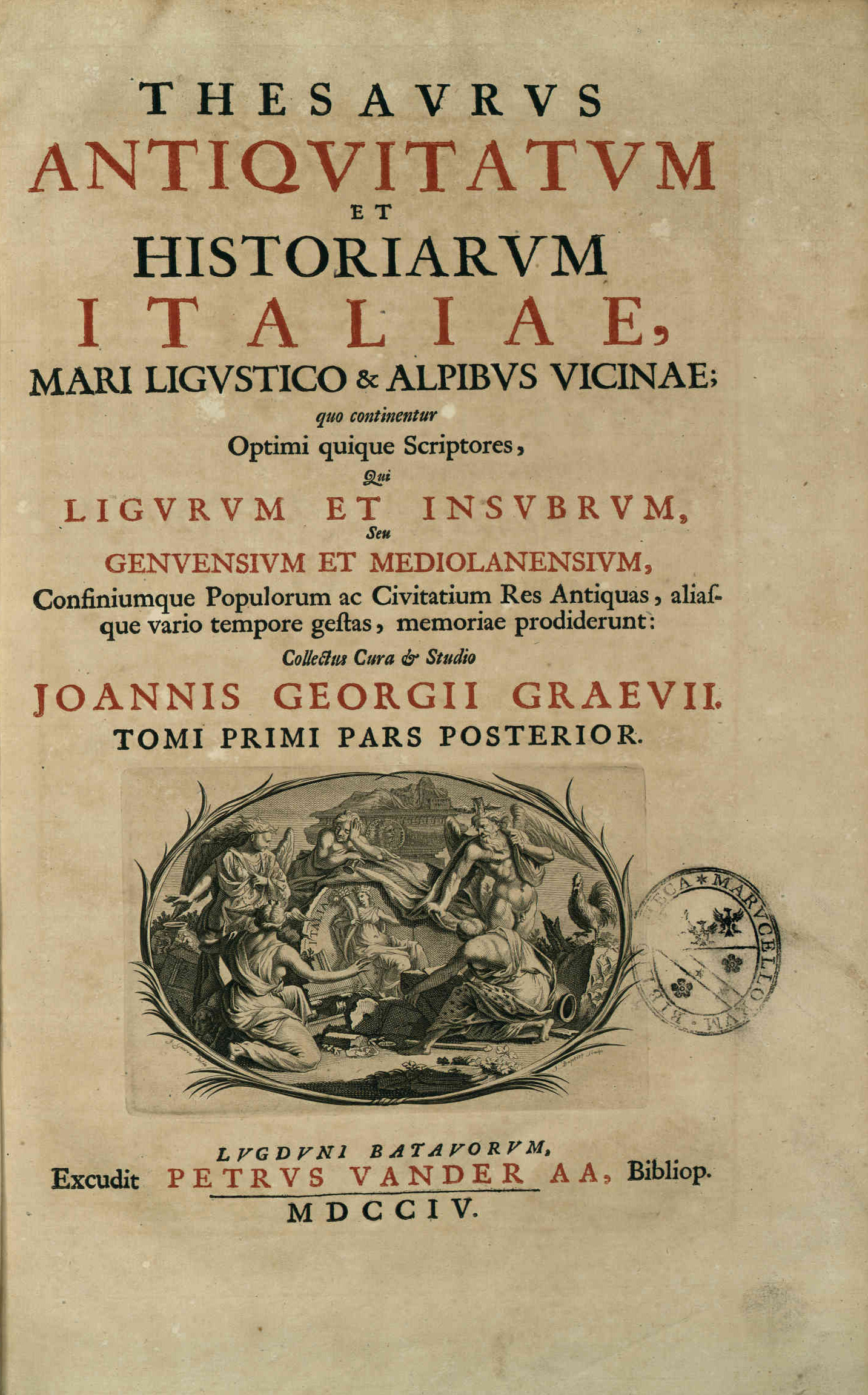
Thesaurus antiquitatum et historiarum Italiae, 1704

Graevius blev 1656 professor i Duisburg och 1662 professor i vältalighet och politik vid universitetet i Utrecht. Han utgav kommenterade upplagor av romerska författare (bland annat Cicero) och skrev Thesaurus antiquitatum romanarum (1694–99) och Thesaurus antiquitatum et historiarum Italiæ etc. (1704–25; fortsatt av Pieter Burman d.ä.). Graevius stod i livlig förbindelse med samtidens svenska lärda, såsom Johannes Schefferus och Laurentius Norrmannus.